# Battersea Power Station (stanice metra v Londýně)
Battersea Power Station je stanice metra v Londýně, nacházející se v čtvrti Battersea, nedaleko elektrárny Battersea, podle které je pojmenována. Spadá do tarifní zóny 1. Stanice byla otevřena roku 2021 a leží na lince:
- Northern Line (linka zde končí, předchází stanice Nine Elms)

## Historie
Stavba stanice jako součásti prodloužení Northern Line do Battersea byla schválena roku 2014 a začala následující rok. Stanice měla být původně dokončena koncem roku 2020, ale výstavba se zdržela a otevření bylo o rok odloženo. K slavnostnímu otevření došlo 20. září 2021. Jedná se o první významné rozšíření sítě metra od prodloužení Jubilee Line v roce 1999.
Souběžně s prodloužením metra došlo k výstavbě mnoha nových budov v okolí a revitalizaci oblasti. Jedná se především o soukromé projekty v blízkosti elektrárny Battersea a také v Nine Elms. Skupina developerů stojící za těmito projekty se významně podílela na financování prodloužení metra. S vedením městských obvodů Wandsworth a Lambeth se dohodli na balíčku, který měl obsahovat 1 miliardu liber. Konečná cena prodloužení byla 1,1 miliardy liber. Očekávaná cena byla 1,2 miliardy.

## Stanice

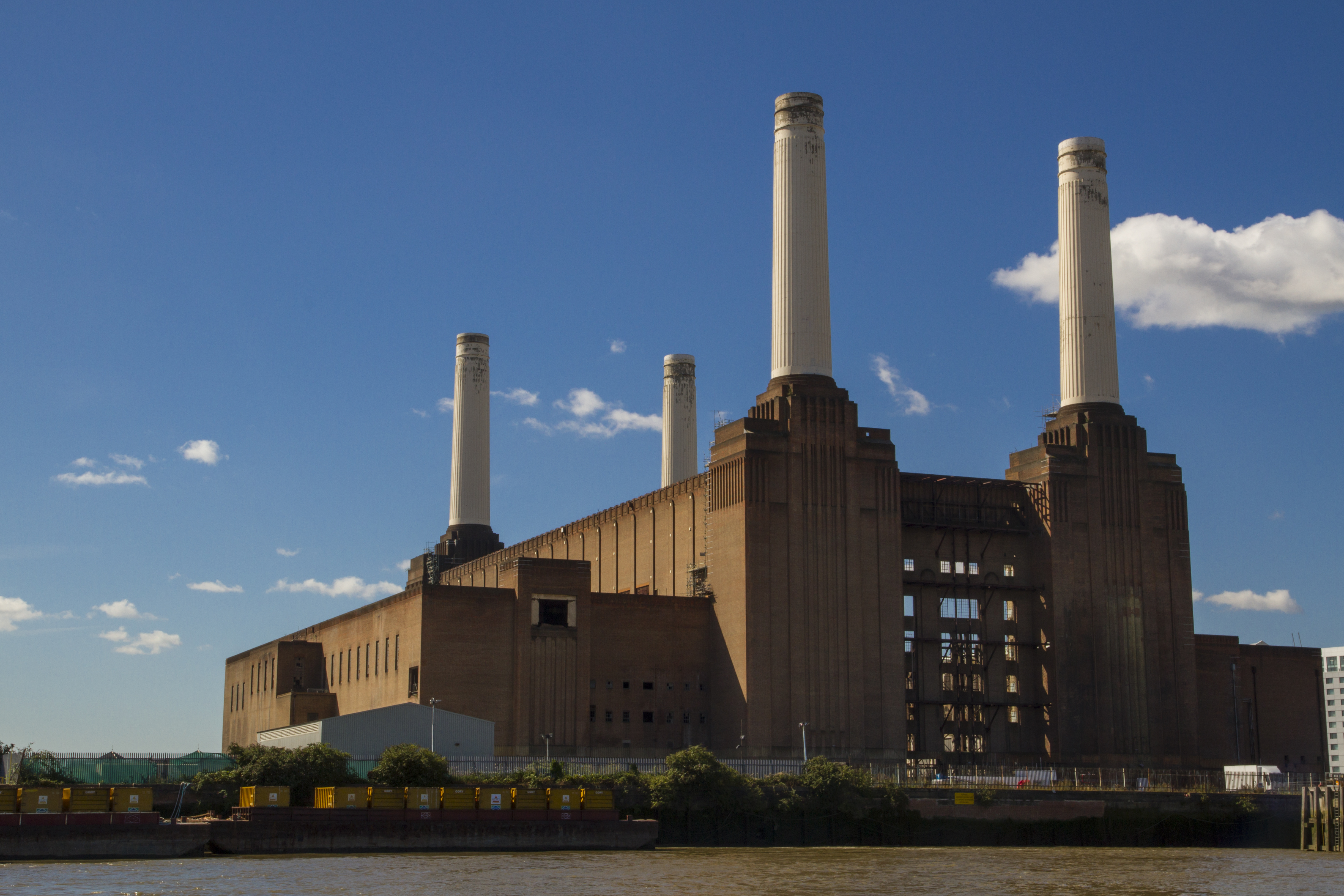
Elektrárna Battersea

Vstup do stanice leží na ulici Battersea Park Road. V plánu je vybudování také druhého, západního vchodu. K tomu by mělo dojít zároveň s dokončením výstavby budovy, která bude ležet nad tímto vchodem. Mezi významné body v okolí stanice patří nedaleká elektrárna Battersea, která byla zrekonstruována a v říjnu 2022 otevřena jako moderní nákupní centrum. V blízkosti leží také nově vybudovaná ambasáda USA, nebo tržnice New Covent Garden Market.
Podzemní stanice je koncipována jako jedno ostrovní nástupiště. Při výstavbě se počítalo s možnou budoucí instalací bezpečnostních stěn s automatickými posuvnými dveřmi. Vlaky Northern Line obsluhují stanici v šestiminutových intervalech. Za stanicí Kennington pokračují dále větví Charing Cross.
V září roku 2022 bylo oznámeno, že za první rok fungování stanicí prošlo přes 5 milionů pasažérů. Očekává se ale, že toto číslo v dalších letech výrazně stoupne po otevření zrekonstruované elektrárny Battersea. Protože stavební práce v oblasti stále nejsou u konce, počet obyvatel čtvrti bude stále růst. Týdně stanici Battersea Power Station průměrně využilo 80 tisíc cestujících.
Ze stanice metra je možný přestup na vlaky z nádraží Battersea Park a také na říční dopravu po Temži. Přístup na nástupiště umožňují kromě eskalátorů i výtahy a stanice je tedy plně bezbariérová.